# Гаркавенко Галина Іллівна
Галина Іллівна Гаркавенко (2 травня 1933, Харків — 15 березня 2008, Київ) — українська художниця-графікеса.

## Біографія
Народилася в родині службовців. Перші кроки у мистецтві зробила під керівництвом діда, художника Олексія Федоровича Гаркавенка, що закінчив Петербурзьку Академію мистецтв. У 1959 році закінчила Київський художній інститут, відділення графіки, майстерня станкової графіки професора 
 О. С. Пащенка. З 1964 — членкиня Спілки художників СРСР.
У 1973 — нагороджена пам'ятною медаллю меморіалу ім. А. І. Куїнджі.
В 1986 провела серію персональних виставок у містах Сибіру і Далекого Сходу.
Одружена з українським художником-графіком Геннадієм Польовим.  У 1961 році народила сина Сергія Польового (художник, громадський діяч).

## Творчість
Дипломна робота Галини Гаркавенко — серія ліногравюр «Київ» — отримала чимало позитивних відгуків у пресі. Відзначалася провідна риса творчості художниці — стриманість колірного вирішення, яка не позбавляє роботи виразності, а навпаки, підкреслює її. Гравюри Гаркавенко декоративні як колористично, так і композиційно: простір переданий лінійними засобами, фон стає ілюзорним саме завдяки декоративності кольору.
Галина Гаркавенко також є майстринею акварелі. У цьому жанрі вона ніколи не користувалася сильними виразними засобами, різкими контрастами, незвичайними кольоровими ефектами. Ознаки її стилю — живопис чистими, прозорими і світлими фарбами. У тонких, ліричних роботах вона передає ледь відчутні порухи природи.
Твори Галини Гаркавенко виставлялися на численних республіканських, всесоюзних та зарубіжних виставках (Україна, Росія, Польща, Іспанія, Канада, США). Роботи зберігаються в музеях і картинних галереях України, за кордоном та у приватних колекціях.

## Каталог творів
- 1956 «Квіти», акварель, 14,5×9,5
- 1959 "Вічний Дніпро, ліногравюра, 24,2×43,6
- 1959 «Київ. Університет», ліногравюра, 23,1×43,3
- 1966 «Київ у Наддніпровському парку», ліногравюра, 24,8×36,7
- 1968 «Наталочка», акварель, 17,8×25,8
- 1971 «Троянди», акварель, 31,7×21
- 1971 «Троянди в стакані», акварель, 30×23,5
- 1972 «Вечірня тиша», акварель, 18,4×31,6
- 1973 «Початок квітня», акварель, 50×37
- 1973 «Зеленіє весняний гай», акварель, 46,2×32,7
- 1973 «Вечір у горах», акварель, 35×48
- 1974 «Випав сніг», акварель, 28,7×50
- 1974 «Ранок на Снові», акварель, 24,4×35, 8
- 1974 «Дерева над річкою», акварель, 35,5×50
- 1974 «Весняний гайок», акварель, 30,5×40,5
- 1974 «Вода прибуває», акварель, 32×48
- 1974 «Зарості влітку», акварель, 24×35
- 1976 «Початок травня», акварель, 33,8×48,2
- 1976 «Річка вийшла з берегів», акварель, 33×43,7
- 1976 «Іде весна», акварель, 32,7×42,7
- 1976 «Етюд», акварель, 30,7×29,1
- 1976 «Зеленіє весна», акварель, 25×37
- 1976 «Ранкова тиша», акварель, 36,5×50
- 1977–1982 «Чарівний світанок», акварель, 26,8×30
- 1977–1982 «Травнева повінь», акварель, 26,2×36,5
- 1977–1982 «На заході в Очаківськім лимані», акварель, 23,4×31,2
- 1984 «Ранковий туман», акварель, 22,5×31,5
- 1984 «Травневе цвітіння», акварель, 21,2×15,6
- 1984 «Квітуча кропива», акварель, 21,3×15,7
- 1984 «Вранці напровесні», акварель, 19,2×30,5
- 1984 «Квітучий кущ бузку», акварель, 42,7×30,4
- 1984 «Рожевий ранок. Яблуня в цвіту», акварель, 23,6×31,5
- 1984 «На березі Снова», акварель, 22,2×30,4
- 1984 «Весняний ранок», акварель, 23,5×31,1
- 1984 «Вишня в цвіту», акварель, 23,8×31,3
- 1984–1987 «Шість портретів», гравюра, 30×20 (усі)
- 1984–1987 «Чотири начерки», гравюра, 12×19 (усі)
- 1984–1987 «Ранкові простори в тумані», акварель, 28,5×48,8
- 1984–1987 «Седнів», акварель, 16,3×30,1
- 1984–1987 «Троянда в саду», акварель, 24×30,1
- 1984–1987 «На схилах яру», акварель, 30×40
- 1984–1987 «На заході сонця», акварель, 30×40
- 1984–1987 «Весна буяє», акварель, 30×40
- 1984–1987 «Похмурий день», акварель, 30×40
- 1984–1987 «Сонячні галявини», акварель, 30×40